# Tossal de la Tartera
El Tossal de la Tartera és una muntanya de 1.865 metres que es troba al municipi del Pont de Suert, a la comarca catalana de l'Alta Ribagorça.